# Ucieczka jeńców
Ucieczka jeńców (org. P.O.W. the Escape lub Behind Enemy Lines lub Attack Force 'Nam) – amerykański wojenny film akcji z 1986 roku w reż. Gideona Amira.

## Opis fabuły
Rok 1973, koniec amerykańskiej interwencji w Wietnamie. Pułkownik amerykańskich spadochroniarzy James Cooper staje na czele niedużego oddziału mającego za zadanie uwolnić amerykańskich jeńców wojennych przetrzymywanych na terytorium Północnego Wietnamu. Rajd niedużej grupy komandosów kończy się jednak niepowodzeniem – zaskoczenie nie udaje się, a Wietnamczycy wciągają żołnierzy Coopoera w zasadzkę w wyniku której wielu jego ludzi ginie, a on sam dostaje się do niewoli. Komendant obozu kpt. Vinh, wiedząc kto dostał się w jego ręce, postanawia na całym zdarzeniu "upiec własną pieczeń". Ma rodzinę w USA i dzięki Cooperowi chce wraz ze zrabowanym, pokaźnym zapasem złota i kosztowności uciec do Ameryki. Jego ceną za uwolnienie Coopera i pomoc w ucieczce jest azyl w USA. Cooper zgadza się na tę propozycję jednak pod warunkiem, że obóz opuszczą wszyscy amerykańscy jeńcy. Vinh widząc z jak twardym przeciwnikiem ma do czynienia wyraża w końcu zgodę i jeńcy wraz z Cooperem i Vinhem wyruszają ku linii frontu i Południowemu Wietnamowi. Nie posiadając odpowiednich dokumentów zbiegowie szybko zostają wykryci i rusza za nimi pościg. W pewnym momencie Amerykanom udaje się pozbyć Vinha i wietnamskiej "ochrony". Dzięki ofiarności Copera i jego towarzyszy – ludzi odważnych i doskonale znających wojenne rzemiosło – grupie udaje się w końcu dotrzeć do umówionego miejsca, gdzie czekają na nich amerykańskie śmigłowce. Po drodze wspomagają walczący, nieduży oddział amerykańskich żołnierzy, wielu z nich ginie. Muszą też stawić czoła bezwzględnemu Vinhowi, który nie odpuszcza i chce odzyskać swoje złoto i który w końcu ginie z ręki Coopera w finałowym pojedynku.

## Obsada aktorska
- David Carradine – płk. James Cooper
- Charles R. Floyd – Sparks
- Mako Iwamatsu – kpt. Vinh
- Steve James – Johnston
- Phil Brock – Adams
- Daniel Demorest – Thomas
- Tony Pierce – Waite
- Steve Freedman – Scott
- James Acheson – McCoy
- Rudy Daniels – gen. Morgan
- Ken Metcalfe – gen. Weaver

i inni.